# میشائل گلاووگر
میشائل گلاووگر (آلمانی: Michael Glawogger؛ ۳ دسامبر ۱۹۵۹ – ۲۳ آوریل ۲۰۱۴) یک کارگردان فیلم، فیلم‌نامه‌نویس و فیلم‌بردار اهل اتریش بود. در سال ۲۰۰۸ او عضو هیئت داوران سی‌امین جشنواره بین‌المللی فیلم مسکو بود.
از جمله آثار او می‌توان به فیلم‌های مستند ۶۰ ثانیه تنهایی در سال صفر و مرگ کارگر اشاره کرد.